# Love and Happiness
Singles de Al Green
I Tried to Tell Myself
(1977) Belle
(1977)
Love and Happiness est une chanson du chanteur américain Al Green incluse dans son album I'm Still in Love with You sorti en 1972.
Publiée en single (sous le label Hi Records) en juin 1972, elle a atteint la 3e place du Hot 100 du magazine musical américain Billboard, passant en tout 12 semaines dans le chart.
En 2004, Rolling Stone a classé cette chanson, dans la version originale d'Al Green, 98e sur la liste des « 500 plus grandes chansons de tous les temps ». (En 2010, le magazine rock américain a mis à jour sa liste, maintenant la chanson est aussi 98e.)

## Composition
La chanson a été écrite par Al Green et Mabon (Teenie) Hodges. L'enregistrement d'Al Green a été produit par Willie Mitchell.